# Knutsford Nether
Knutsford Nether var en civil parish från 1866 till 1895 då den blev en del av Knutsford, i grevskapet Cheshire, i England. Civil parish hade 4 240 invånare år 1891.